# Gujana Brytyjska na Letnich Igrzyskach Olimpijskich 1948
Gujanę Brytyjską na Letnich Igrzyskach Olimpijskich 1948 reprezentowało 4 zawodników (wszyscy mężczyźni) w 3 dyscyplinach.
Był to debiut Gujany Brytyjskiej na letnich igrzyskach olimpijskich.

## Skład kadry

### Kolarstwo

#### Kolarstwo szosowe

##### Mężczyźni
| Zawodnik     | Konkurencja                             | Czas | Pozycja | Źródło |
| ------------ | --------------------------------------- | ---- | ------- | ------ |
| Laddie Lewis | Wyścig indywidualny ze startu wspólnego | DNF  | DNF     | [ 1 ]  |

##### Kolarstwo torowe
| Zawodnik     | Konkurencja | 1/16 finału      | Baraże o 1/8 finału      | 1/8 finału       | Ćwierćfinały     | Półfinały        | Finał A/B        | Pozycja          | Źródło |
| Zawodnik     | Konkurencja | Przeciwnik Wynik | Przeciwnik Wynik         | Przeciwnik Wynik | Przeciwnik Wynik | Przeciwnik Wynik | Przeciwnik Wynik | Pozycja          | Źródło |
| ------------ | ----------- | ---------------- | ------------------------ | ---------------- | ---------------- | ---------------- | ---------------- | ---------------- | ------ |
| Laddie Lewis | Sprint      | J. Bellenger 2.  | M. Masanés M. Kaludis 3. | NQ               | NQ               | NQ               | NQ               | Nieklasyfikowany | [ 2 ]  |

| Zawodnik     | Konkurencja  | Czas   | Pozycja | Źródło |
| ------------ | ------------ | ------ | ------- | ------ |
| Laddie Lewis | 1 km na czas | 1:25.0 | 21.     | [ 3 ]  |

### Lekkoatletyka

#### Konkurencje biegowe

##### Mężczyźni
| Zawodnik         | Konkurencja | Eliminacje | Eliminacje | Ćwierćfinały | Ćwierćfinały | Półfinał | Półfinał | Finał | Finał   | Źródło |
| Zawodnik         | Konkurencja | Czas       | Pozycja    | Czas         | Pozycja      | Czas     | Pozycja  | Czas  | Pozycja | Źródło |
| ---------------- | ----------- | ---------- | ---------- | ------------ | ------------ | -------- | -------- | ----- | ------- | ------ |
| Charles Thompson | 100 m       | 10.4       | 5.         | NQ           | NQ           | NQ       | NQ       | NQ    | NQ      | [ 4 ]  |

#### Konkurencje techniczne

##### Mężczyźni
| Zawodnik         | Konkurencja | Eliminacje | Eliminacje | Finał | Finał   | Źródło |
| Zawodnik         | Konkurencja | Wynik      | Pozycja    | Wynik | Pozycja | Źródło |
| ---------------- | ----------- | ---------- | ---------- | ----- | ------- | ------ |
| Charles Thompson | Skok w dal  | 6,58 m     | 19.        | NQ    | NQ      | [ 5 ]  |

### Podnoszenie ciężarów

#### Mężczyźni
| Zawodnik         | Konkurencja   | Rwanie | Rwanie  | Podrzut | Podrzut | Wyciskanie | Wyciskanie | Suma     | Suma    | Źródło |
| Zawodnik         | Konkurencja   | Wynik  | Pozycja | Wynik   | Pozycja | Wynik      | Pozycja    | Wynik    | Pozycja | Źródło |
| ---------------- | ------------- | ------ | ------- | ------- | ------- | ---------- | ---------- | -------- | ------- | ------ |
| Alphonso Correia | Waga piórkowa | 85 kg  | 16.     | 115 kg  | 13.     | 75 kg      | 20.        | 275 kg   | 18.     | [ 6 ]  |
| Orlando Chaves   | Waga średnia  | 100 kg | 14.     | 125 kg  | 16.     | 82,5 kg    | 23.        | 307,5 kg | 21.     | [ 7 ]  |